# 原香緒里
原 香緒里（はら かおり、1985年1月25日 - ）は、日本のフリーアナウンサー。トークナビ所属。

## 来歴
東京都武蔵野市出身。法政大学卒業。
大学を卒業後、2007年4月1日に山梨放送 (YBS) に入社し、同局のアナウンサーになる。2010年4月には、退社した植田有紀子の後を受けて地上デジタル放送推進大使に就任した。2013年4月には、『山梨ライブ ててて!TV』のメインMCに抜擢された。
2016年3月16日付の山梨日日新聞に掲載された『ててて!TV』宣伝広告において、同年4月の番組リニューアルとともに番組を卒業することが報じられた。そして同年に山梨放送を退社し、トークナビ所属のフリーアナウンサーになる。なおYBSラジオの番組については、退社後もリポーターとして出演することがある。

## 出演

### テレビ番組
- 朝だ!生です旅サラダ（朝日放送） - 中継担当
- ともちゃん家の5時（山梨放送） - 進行役（2007年7月 - 2010年3月）
- YBSワイドニュース（山梨放送）
- 山梨ライブ ててて!TV（山梨放送） - メインMC（2013年4月 - 2016年4月）
- 燃える男 中畑清の1・2・3絶好調（チバテレ） - アシスタントMC（2016年から）
- 情報max はやべん（日本ネットワークサービス） - 金曜進行役[5]

### ラジオ番組
- 原香緒里のはらペコ！フルーツまるかじり（YBSラジオ） - はみだし しゃべくりラジオ キックス（金曜）内コーナー（不定期）
- キャイ〜ンのWANIWANIさせて（YBSラジオ：2022年4月 - ）[6]

- Talk魂765 Go!Go!イチ - 木曜・金曜担当（ - 2010年3月）
- 765morning（YBSラジオ） - 「駅前天気予報」担当
- ラジオライトハウス（YBSラジオ）
- YBSラジオニュース（YBSラジオ）
- やまなしINDEX（YBSラジオ）
- ラララ♪モーニング（YBSラジオ） - 不定期リポーター

### CM
- ちぼりホールディングス[7]